# Seguin (Texas)
Seguin település az Amerikai Egyesült Államok Texas államában, Guadalupe megyében, melynek megyeszékhelye. Lakosainak száma 29 433 fő (2020. április 1.).

## Népesség
A település népességének változása:
| Lakosok száma | 25 175 | 29 700 | 29 433 |
|               | 2010   | 2018   | 2020   |